# كأس مصر 1999–2000
كأس مصر 1999–00 هي النسخة الثامنة بعد الستون من كأس مصر .
وتوج بها النادي الإسماعيلي على حساب نادي المقاولون العرب .